# 八幡市市歌
「八幡市市歌」（やわたししか）は、京都府八幡市が制定した市歌である。作詞・小川義勝、補作・もず唱平、作曲・三山敏。

## 解説
1982年（昭和57年）に八幡市の市制5周年を記念し、歌詞の懸賞募集を経て制定された。歌詞は全3番で、2番では1879年（明治12年）にトーマス・エジソンが八幡の真竹をフィラメントに採用して白熱電球の量産技術を確立した業績を称えている。
制定時に日本コロムビアがA面に金田たつえが歌唱する「八幡市市歌」、B面に脇坂直美が歌唱する市民音頭「やわた音頭」を吹き込んだシングル盤（規格品番：PLS-7341-CP）を委託製造した。なお同年にビクター音楽産業が製造した「出羽富士慕情」（PRA-10757）のB面曲で鈴木正夫が歌唱する「やわた音頭」は山形県飽海郡八幡町（現在の酒田市八幡地域）の町民音頭で、八幡市の市民音頭とは同名異曲である。
八幡市役所では市歌の演奏機会について「市制施行の記念式典や市民文化祭などの行事の際に　流したり、合唱していただいたりしております」としている。2012年（平成24年）に東京堂出版から刊行された『全国 都道府県の歌・市の歌』には未収録。